# Cyamus rhytinae
Cyamus rhytinae is een vlokreeftensoort uit de familie van de Cyamidae. De wetenschappelijke naam van de soort is voor het eerst geldig gepubliceerd in 1846 door J.F. Brandt.